# Gy Waldron
Gyneth Markley "Gy" Waldron, född 5 augusti 1932 är en amerikansk filmregissör, producent och manusförfattare. Han är mest känd för manus och regi till tv-serien The Dukes of Hazzard, men har också skrivit manus till ett antal filmer, bland annat Ge järnet, "moonrunners" (engelska: Moonrunners) från 1975, där han också är regissör.